# Bangkok Love Stories: Inocência
Bangkok Love Stories: Inocência é uma série de televisão antológica tailandesa e segmento de 2018 de Bangkok Love Stories, criada por Ekachai Uekrongtham e estrelada por Narupornkamol Chaisang, Ten Tosatid Darnkhuntod e Max Nattapol Diloknawarit. A trama se passa no denso e urbano distrito de Silom, em Bangkok, e gira em torno de um grupo de personagens que encontram romance.
O primeiro episódio foi lançado em 8 de março de 2018 e o último em 14 de novembro de 2018 no GMM 25.

## Elenco
- Narupornkamol Chaisang como Eve
- Ponlawit Ketprapakorn como Danny
- Pavadee Komchokpaisan como Lyn
- Tosatid Darnkhuntod como Simon
- Max Nattapol Diloknawarit como Keaton
- Nicole Theriault como Jennista
- Tachakorn Boonlupyanun como Mednoon
- Rudklao Amratisha como a mãe de Simon
- Naphon Phromsuwan como o doutor
- Teera Pratumtree como ex de Keaton (?)
- Nida Patcharaveerapong como Claudia
- Kawin Manonukul como JC
- Srikarn Lukgal Nakavisut como Jam
- Radarat Jitprasertngam como Jin (garota do KFC)
- Ataporn Suwan como o policial

## Lançamento
Bangkok Love Stories: Inocência foi lançada entre 8 de março de 2018 e 11 de fevereiro de 2018 no GMM 25.